# 캉탈주의 아롱디스망
캉탈주의 아롱디스망에는 총 3개가 있다.
- 오리야크 아롱디스망 (캉탈 주의 주도 : 오리야크)은 12개의 캉통과 96개의 코뮌이 속해 있다.
- 모리아크 아롱디스망 (준주도 : 모리아크)은 6개의 캉통과 55개의 코뮌이 속해 있다.
- 생플루르 아롱디스망 (준주도 : 생플루르)은 9개의 캉통과 109개의 코뮌이 속해 있다.

## 역사
- 1790년 : 오리야크, 모리아크, 뮈라, 생플루르 등 4개 디스트리크와 함께 캉탈 주가 생성됨
- 1800년 : 오리야크, 모리아크, 뮈라, 생플루르 아롱디스망 생성
- 1926년 : 뮈라 아롱디스망 폐지